# Nati nel 1332
| Questa pagina contiene informazioni ricavate automaticamente dalle voci biografiche con l'ausilio del template Bio e di un bot. L'aggiornamento è periodico e automatico e ricostruisce completamente la pagina. Se manca una persona in questa lista, sei pregato di non aggiungerla, ma accertati piuttosto che la sua voce biografica contenga il template Bio e che i dati anagrafici siano correttamente compilati. Se il template Bio manca, inseriscilo tu stesso o, in alternativa, metti l'avviso {{tmp\|Bio}} che ne segnala la mancanza. Se i dati riportati sono sbagliati, correggi direttamente la voce biografica; le modifiche saranno visibili in questa lista entro pochi giorni. Per chiarimenti vedi il progetto biografie. La lista contiene solo le 18 persone che sono citate nell'enciclopedia e per le quali è stato implementato correttamente il template Bio. Pagina aggiornata al 7 dic 2024. |

- 13 gennaio - Enrico II di Castiglia, re spagnolo († 1379)
- 16 febbraio - Coluccio Salutati, politico, letterato e filosofo italiano († 1406)
- 17 maggio - Carlo II di Navarra, sovrano († 1387)
- 27 maggio - Ibn Khaldun, storico e filosofo arabo († 1406)
- 7 giugno - Cangrande II della Scala, condottiero e politico italiano († 1359)
- 16 giugno - Isabella di Coucy, nobile britannica († 1379)
- 18 giugno - Giovanni V Paleologo, imperatore bizantino († 1391)
- 22 giugno - Bonaventura Badoer da Peraga, teologo e cardinale italiano († 1389)
- 6 luglio - Elisabetta de Burgh, nobildonna britannica († 1363)
- 14 dicembre - Federico III di Meißen, nobile tedesco († 1381)
- Muhammad VI di Granada, sultano († 1362)
- Alfonso IV di Ribagorza, nobile († 1412)
- Federico II di Saluzzo, marchese italiano († 1396)
- William Langland, scrittore britannico († 1386)
- Pedro López de Ayala, poeta e scrittore spagnolo († 1407)
- Franco Sacchetti, letterato italiano († 1400)
- Xu Da, generale cinese († 1385)
- Villana delle Botti, religiosa italiana († 1360)